# Voyager (альбом Майка Олдфилда)
Voyager — семнадцатый студийный альбом Майка Олдфилда, вышедший в 1996 году. 

## Об альбоме
В Voyager Майк затронул тему кельтской музыки. Альбом состоит только из инструментальных композиций. Не все композиции написаны самим Олдфилдом: часть является каверами на народные мелодии, часть каверами на произведения других авторов.

## Список композиций
1. The Song of the Sun (4:32)
2. Celtic Rain (4:40)
3. The Hero (5:01)
4. Women of Ireland (6:27)
5. The Voyager (4:23)
6. She Moves Through the Fair (4:05)
7. Dark Island (5:43)
8. Wild Goose Flaps its Wings (5:03)
9. Flowers of the Forest (6:01)
10. Mont St Michel (12:18)